# Гребля Аларкон
Гребля Аларкон (ісп. Presa de Alarcón, Pantano de Alarcón, або ісп. Embalse de Alarcón) — гравітаційна гребля на верхній течії річки Хукар. Розташована за 6 км від Аларкону, у провінції Куенка автономного співтовариства Кастилія — Ла-Манча Іспанії.
Водосховище греблі має об'єм 1,112 км³ і простягається на 6 840 гектарів. Загалом басейн річки перед греблею вимірюється 3 033 км². Вбудована в греблю ГЕС має встановлену потужність у 56 МВт.
Канал Тахо-Сегура, який сполучує дві інші річки, з'єднується з водосховищем на північному хвості, змішуючи свої води з Хукар.
Будівництво греблі розпочалась в 1941 році через дії Валенсіанських фермерів, які хотіли стабілізувати потік річки, так як зрошування у Валенсії залежить від подачі води з Хукару. Ця ініціатива є унікальною в іспанській історії, коли фермери, а не держава оплатили повний кошт проекту, організувавшись у коаліцію користувачів Хукар (ісп. Unidad Sindical de Usuarios del Júcar, USUJ) — об'єднання орошувальних спільнот.
Під водами Аларконського водосховища перебувають залишки міста Ґаскас, яке було затоплене після побудови греблі. Коли рівень води падає, можна розрізнити вулиці і кам'яну стіну з аркою.